# Генріх IV (герцог Брабанту)
Генріх IV (*Henri IV de Brabant, 1251 — після 1272) — 4-й герцог Брабанту в 1261—1267 роках.

## Життєпис
Походив з Лувенського (Брабантського) дому. Старший син Генріха III, герцога Брабанту, і Аделаїди-Аліси (доньки Гуго IV, герцога Бургундії). Народився у 1251 році.
1261 року після смерті батька успадкував герцогство Брабант. Заповіт Генріха III не регулював питання регентства при неповнолітньому герцогі і на цю роль претендували стрийко Генріха IV — ландграф Генріх Гессенський, мати Аделаїда Бургундська і інший родич — Генріх Левен-Гаасбек. Завдяки підтримці баронів регентом стала Аделаїда Бургундська, її співправителями Ваутер Бертхаут з Мехелену і Готфрід з Перве. Регентка прагнула усунути фізично слабкого і психічно нездорового Генріха IV від трону і передати герцогство його братові Жану, що призвело до заворушень в Левені, Мехелені і Брюсселі. Зрештою боротьба завершилася у 1267 році офіційним зреченням Генріха IV в Кортенберзі. Новим герцогом став його брат Жан I.
Після зречення колишній герцог пішов до монастиря в Діжоні. Остання згадка про нього відноситься до 1272 року. Подальша доля невідома.